# Rocky Chack
Rocky Chack es un dúo de J-pop oriundo de Japón. Su tema Ringo Hiyori: The Wolf Whistling Song es el ending de la serie de anime Spice and Wolf.

## Biografía
La banda debutó en 1998 como un quinteto, con el sencillo Smile in the Hole. En febrero del año siguiente se produjo el lanzamiento de su primer álbum, titulado Smash Water People. En el año 2000 forman parte de la creación del sello discográfico OUTSIDE, que se disolvió repentinamente a manos de Sony Music Group ese mismo año, luego de la publicación del segundo álbum Every Day. Debido a esto, se produjo un hiato en la banda.
A fines del año 2005 el dúo retomó la actividad publicando un tema para descargar. En mayo del año entrante acordaron un contrato con la discográfica Victor Entertainment y lanzaron el sencillo Little Goodbye, que sería utilizado como tema de cierre del anime Zegapain. En esta etapa el rumbo del grupo se enfocó principalmente en la composición de temas para series de anime. Tal es así que en 2008 fueron los encargados del ending de la serie Spice and Wolf y al año siguiente hicieron lo propio con el de la segunda parte, Spice and Wolf II.
En su estilo se nota una influencia del rock y pop de los años 60, combinado con otros estilos contemporáneos. Algunas letras de sus canciones mezclan el inglés y el japonés.

## Miembros

### Miembros actuales
- Tarō Yamashita (山下太郎)– voz
- noe – teclados

### Miembros anteriores
- Ichirō Fujishima (藤嶋一郎) - bajo
- Tamaki Kosugi (小杉環) - batería
- Ikuya Taira (平良育哉) - guitarra

## Discografía
- 1999: Smash Water People
- 2000: Every Day

### Sencillos
- 1998: Smile in the Hole
- 1998: Day and Night
- 1998: Snow
- 1999: Change (チェンジ)
- 2000: Let me Fly
- 2006: Little Goodbye (リトルグッバイ)
- 2008: Ringo Hiyori ~The Wolf Whistling Song (リンゴ日和 ～The Wolf Whistling Song)
- 2009: Perfect World